# Cobboldia roverei
Cobboldia roverei är en tvåvingeart som beskrevs av Gedoelst 1915. Cobboldia roverei ingår i släktet Cobboldia och familjen styngflugor.
Artens utbredningsområde är Kongo. Inga underarter finns listade i Catalogue of Life.